# 奥斯莫·万斯凯
奥斯莫·安特罗·万斯凯（芬蘭語：Osmo Antero Vänskä；1953年2月28日—），芬兰指挥家、单簧管演奏家及作曲家。

## 个人生活
万斯凯结过两次婚。他与第一任戏剧评论家妻子皮尔科（Pirkko）有三个孩子。其中一个孩子奥利（Olli）在芬兰民谣金属乐队Turisas里演奏小提琴。夫妇两人在2009年分居。2015年4月，万斯凯跟明尼苏达管弦乐团的乐团首席埃琳·基菲（Erin Keefe）结婚，他们住在明尼阿波利斯。